# さくらこ
さくらこ（1987年8月11日 - ）は、日本のタレント、レースクイーン、モデル、薬剤師。福岡県出身。

## 来歴
- 1987年8月、福岡県に生まれる。
- 2003年3月、西南学院中学校を卒業。
- 2006年3月、西南学院高等学校を卒業。
- 成績不振のため西南学院高等学校から西南学院大学へは内部進学できず、1年間の浪人を経て、フェリス女学院大学に進学[2]。

- 2011年3月、フェリス女学院大学文学部コミュニケーション学科を卒業。
- 2013年3月、フェリス女学院大学大学院人文科学研究科コミュニケーション学専攻博士前期課程を修了。
- 2022年3月、3度の留年を経て[2]、横浜薬科大学薬学部健康薬学科を卒業[3]。
- 2023年3月、薬剤師国家試験に合格[4]。

## 活動

### レーシングクイーン活動
| 年     | カテゴリー           | 所属                       | 他メンバー                   |
| ------ | -------------------- | -------------------------- | ---------------------------- |
| 2016年 | スーパー耐久シリーズ | BRP★フューチャーズ         | 梅原唯、小林未来、渡部沙也加 |
| 2017年 | スーパー耐久シリーズ | ingsスーパーレースクイーン | 小林未来、水野伊織           |
| 2018年 | スーパー耐久シリーズ | ingsスーパーレースクイーン | 小宮山じゅん                 |
| 2019年 | スーパー耐久シリーズ | ingsスーパーレースクイーン | 宮田知佳、大倉ミキ           |

### イメージガール
- 男の青汁 7代目イメージガール / アンバサダー（2024年4月 - ）[6]

## 出演

### テレビ
- 幸せ!ボンビーガール（2014年,日本テレビ）再現VTR
- 27時間テレビ、めちゃイケ、2014年,フジテレビ
- EXスーパーアイドルクイーン
- フニーターズ　2016年、スカパー
- 「KAYOキズナトレンディ」内ドラマ「フニーターズ」2017年 チバテレビ、悪役クラブ伯爵役、ナイト役
- ドキドキッ!!ミニスカ飲み会中継 2017年 スカパー535ch
- アイ発 2018年 チバテレ、アシスタント
- 歌舞伎町弁護人 凛花　2019年 BSテレ東、ミユキ役
- 100TAINE 中京テレビ、2019年5月10日、21日
- かみひとえ　テレビ朝日、7月1日
- 月曜から夜ふかし　日本テレビ、特殊な能力の持ち主を調査　2021年11月8日
- チョコブラ　テレビ朝日、2022年7月25日
- ぽかぽか フジテレビ、2023年2月22日、3月1日、3月8日、3月15日（3週連続チャンピオン）
- アウト×デラックス　フジテレビ、2023年3月30日「経済学者・成田悠輔刺激のバラエティー初ロケ
- ぽかぽか　フジテレビ、2023年7月19日、8月2日「ふわふわ特技さん」（1週チャンピオン）
- ぽかぽか　フジテレビ、2023年10月4日「ふわふわ特技さん」

### 映画
- 「棘の中にある奇跡 笠間の栗の木下家」里美 役

## 雑誌グラビアなど
- 2015年 「Custom TRUCKS」
- 2016年 「デイリースポーツ紙」カラーページ 9月24日、10月1日
- 2016年 「ギャルパラ」
- 2017年 「月刊オートガイド」12月号 表紙
- 2017年 「メンナク」7～9月
- 2017年 「ギャルパラ」
- 2018年 「ヤングアニマル嵐」2月号 裏表紙
- 2018年 「週刊実話ザ・タブー」9月号 グラビア
- 2018年 「FRIDAY」女子大生水着美女図鑑 第131回
- 2018年 「ギャルパラ」

## イベント
- 2014年 「横田基地フレンドシップ」ASガール
- 2017年6月2日3日、第36回「横浜開港祭」ドローン女子

## webサイト
- AbemaTV【全日本○○グラドルコンテスト】アビリティ＃17.18  お嬢様グラドルコンテスト
- 夕刊フジ公式サイトzakzak『Gカップのさくらこ、今後は「レースクイーンとして活躍したい』2016年11月26日[7]
- サンスポ365日グラドル日記